# Nguyên âm r-tính

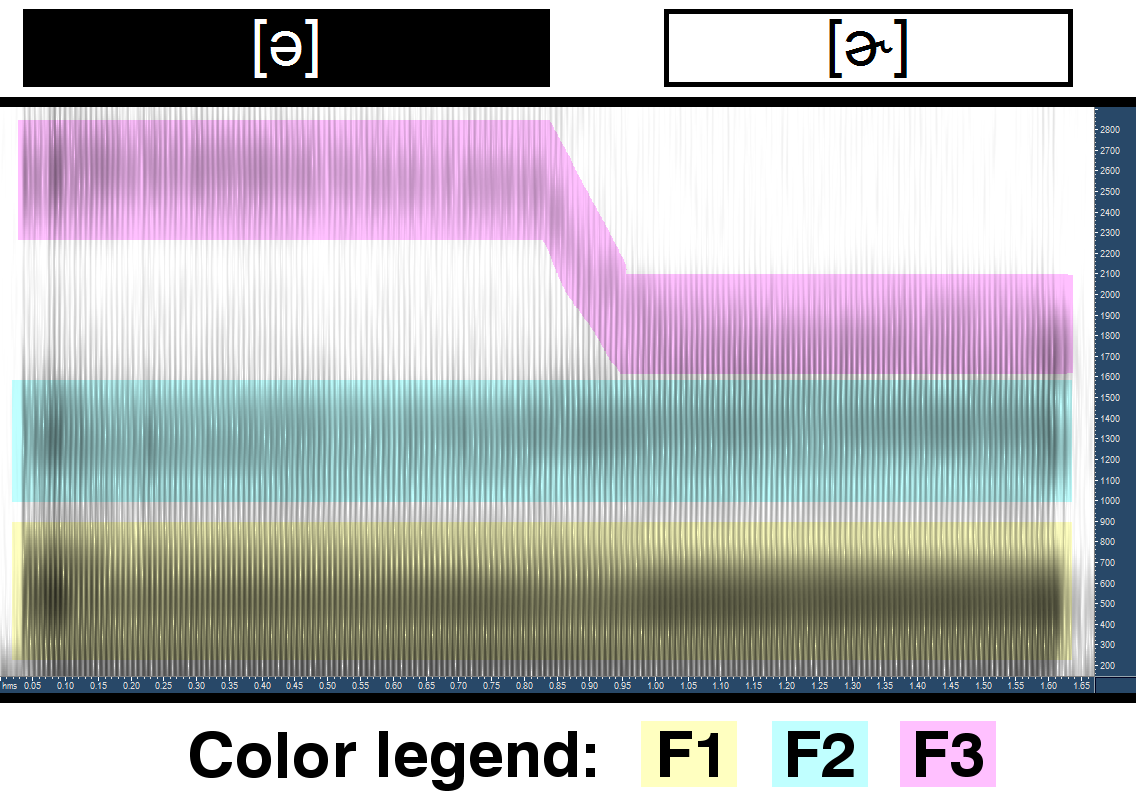
Bản ghi thanh phổ của /[ə]/ và dạng r-tính /[ɚ]/ của nó

Trong ngữ âm học, nguyên âm r-tính, còn gọi là nguyên âm quặt lưỡi, r nguyên âm hoá hay nguyên âm r hoá) là một nguyên âm được thể hiện ở sự giảm tần số ở vùng cộng hưởng (formant) số ba. Cách cấu âm nguyên âm r-tính: hoặc đầu hay mặt lưỡi quặt lên trong thời gian cấu âm nguyên âm (cấu âm quặt lưỡi), hoặc gốc lưỡi chùn lại. Ngoài ra, vùng quanh nắp họng nhiều khi được co hẹp.
Nguyên âm r-tính cực kỳ hiếm nếu xét về số lượng ngôn ngữ có nó (dưới 1% ngôn ngữ trên thế giới). Tuy nhiên, nó hiện diện trong hai ngôn ngữ đông người nói vào loại bậc nhất thế giới: tiếng Anh Bắc Mỹ và Quan thoại. Trong tiếng Anh Bắc Mỹ, nó hiện diện trong những từ như butter 'bơ', nurse 'y tá, điều dưỡng viên' và (với một bộ phận người nói) start 'bắt đầu'. Ngoài hai ngôn ngữ lớn trên, nguyên âm r-tính còn có mặt trong tiếng Pháp Québec, một số phương ngôn tiếng Bồ Đào Nha Brasil, vài phương ngữ tiếng Đan Mạch tại Jylland, một số ngôn ngữ bản địa châu Mỹ như tiếng Serrano và tiếng Yurok tại Hoa Kỳ, tiếng Miêu La Bạc Hà tại Trung Quốc và tiếng Badaga ở Ấn Độ.